# Сенечівська сільська рада
| Сенечівська сільська рада — орган місцевого самоврядування у Долинському районі Івано-Франківської області з адміністративним центром у с. Сенечів. 19.10.1950 облвиконкомом надіслано подання до Президії Верховної ради УРСР про ліквідацію Сенечівської сільради Вигодського району. Відновлена 15 липня 1993 року. 2.08.2018 ввійшла до Вигодської ОТГ, Водоймища на території, підпорядкованій даній раді: річка Мізунька. Сільській раді підпорядковані населені пункти: - с. Сенечів |

## Склад ради
Рада складається з 16 депутатів та голови.

### Керівний склад ради
| ПІБ                 | Основні відомості                                                    | Дата обрання | Дата звільнення |
| ------------------- | -------------------------------------------------------------------- | ------------ | --------------- |
| Пирин Богдан Якович | Сільський голова, 1956 року народження, освіта, член народної партії | 26.03.2006   | 31.10.2010      |
| Торко Микола Ілліч  | Сільський голова, 1947 року народження, освіта вища, безпартійний    | 31.10.2010   |                 |

Примітка: таблиця складена за даними джерела